# 임좌순
임좌순(任左淳, 1949년 2월 17일 ~ )은 충청남도 아산시에서 태어난 대한민국의 정치인이다.

## 학력
- 1962년 염티국민학교 졸업
- 1965년 온양중학교 졸업
- 1968년 온양고등학교 졸업
- 1969년 ~ 1973년 건국대학교 법학 학사
- 1996년 성균관대학교 행정대학원 정책학 석사

## 경력
- 1968년 중앙선거관리위원회 입부(서기보).[2]
- 1986년 중앙선거관리위원회 지도과장.
- 1989년 6월 26일: 중앙선거관리위원회 선거국 선거과장.
- 1990년 11월 4일: 중앙선거관리위원회 공보관.
- 1993년 1월 5일: 중앙선거관리위원회 선거국 국장.
- 1995년 8월 25일: 중앙선거관리위원회 선거관리실 실장.
- 1998년 11월 3일: 중앙선거관리위원회 사무차장 (차관 급).[3]
- 2000년 12월 27일~2004년 10월 2일: 중앙선거관리위원회 사무총장 (장관 급).[4]
- 2005년 1월: 정치개혁협의회 위원.
- 2005년 4월: 열린우리당 입당, 충청남도 아산시 국회의원 출마(4.30 재보궐 선거).[5]
- 2006년 7월 6일 수출보험공사 감사.[6]
- 2010년 3월: 한나라당 입당.[7]
- 2010년 6월: 충청남도 아산시장 출마(제5회 지방 선거).[8]
- 건국대학교 정치외교학과 초빙교수.[9]

## 수상
- 1993년 홍조근정훈장.
- 2004년 청조근정훈장.

## 역대 선거 결과
|  | 25.3% |

|  | 26.22% |